# プロパー均衡
プロパー均衡 （プロパーきんこう、英: proper equilibrium）とは、ナッシュ均衡の精緻化のひとつで、ロジャー・マイヤーソンによるものである。プロパー均衡は、ラインハルト・ゼルテンによる摂動完全均衡の概念のさらなる精緻化になっており、犠牲の大きな「震え」はそうでないものよりも非常に小さな確率で起きるという仮定をしたものである。

## 定義
標準形ゲームとパラメータ ε > 0 を所与とする。完全混合戦略プロファイル σ が ε-プロパーであるとは、プレーヤーが 2 つの純粋戦略 s、s' で s をプレーすることの期待利得が s' のそれよりも小さいようなもの (すなわち，{\displaystyle u(s,\sigma _{-i})<u(s',\sigma _{-i})}) をもっているときにはかならず、s に割り振られる確率はたかだか s' に割り振られる確率の ε 倍である、というときをいう。
このゲームの戦略プロファイルがプロパー均衡であるとは、それが、ε-プロパーな戦略プロファイルの列で ε → 0 とした極限になっていることをいう。

## 例
右のゲームはマッチングペニーの一変種である。
プレーヤー 1 (行プレーヤー) はペニー硬貨を隠し、プレーヤー 2 (列プレーヤー) はもし表裏を正しく推測したならばペニーを得る。この変種では、プレーヤー 2 には、推測することなくペニーを強奪するという第 3 の選択肢がある。
このゲームのナッシュ均衡は、プレーヤー 2 が確率 1 で強奪を選ぶような戦略プロファイルである。このプレーヤー 2 の純粋戦略に対して、プレーヤー 1 の任意の混合戦略はナッシュ均衡戦略である。このような組は摂動完全均衡でもある。直観的に言って、プレーヤー 1 は、プレーヤー 2 はペニーを強奪してくるだろうと予想するので、表か裏かについてプレーヤー 2 を不確かなままにしておくことについて気にかけないだろう。しかしながら、このゲームの一意なプロパー均衡は、プレーヤー 1 は確率 1/2 で表、1/2 で裏にしておく (そしてプレーヤー 2 は強奪する) というものであることがわかる。この一意なプロパー均衡は、直観的には、次のように動機づけられる：プレーヤー 1 は完全にプレーヤー 2 はペニーを強奪するものと予想する。しかしプレーヤー 1 はそれでも、プレーヤー 2 がペニーを強奪せずなんらかの理由で推測をすることに決めるという起こりそうもない事象について備えておく。プレーヤー 1 のこの事象への備えは、オリジナルのマッチングペニーゲームとまったく同様にして、表か裏かについてプレーヤー 2 が無情報になることが確実になるようにしてなされる。

## 展開形のプロパー均衡
プロパー性の概念を展開形ゲームに用いるには、摂動完全均衡が展開形ゲームに二様に応用されたのとまったく同様に、2 つの異なった方法があるだろう。このことから展開形ゲームの正規形プロパー均衡と展開形プロパー均衡の概念が出てくる。展開形ゲームの正規形プロパー均衡は、そのゲームの準完全均衡と行動的に等しいことがヴァン・ダムによって示された。